# اداره حیات وحش و پارک‌های ملی شبه‌جزیره مالزی
اداره حیات وحش و پارک‌های ملی شبه‌جزیره مالزی (به انگلیسی: Department of Wildlife and National Parks Peninsular Malaysia) (مالایی: Jabatan Perlindungan Hidupan Liar dan Taman Negara Semenanjung Malaysia)، به اختصار PERHILITAN، یک سازمان دولتی است که مسئولیت حفاظت، مدیریت و نگهداری حیات وحش و پارک‌های ملی در شبه‌جزیره مالزی را بر عهده دارد.
این اداره بنابر قانون حفاظت از حیات وحش در سال ۱۹۷۲، تأسیس شد که تمام اداره‌های ایالتی مرتبط با حیوانات وحشی در شبه جزیره مالزی را به صورت یکپارچه درآورد. در سال ۲۰۰۶، این اداره تحت نظارت وزارت منابع طبیعی و محیط زیست مالزی قرار گرفت.
پارک‌های ملی در صباح، مسئولیت اداره حیات وحش صباح و پارک‌های صباح را بر عهده دارد، در حالی که در ساراواک، این مسئولیت بر عهده شرکت جنگل ساراواک است.